# Cipriano Barata
Cipriano José Barata de Almeida (Salvador, 26 de setembro de 1762 — Natal, 7 de junho de 1838) foi um cirurgião, filósofo e político brasileiro. Destacou-se como um dos mais ativos combatentes em favor da Independência do Brasil.

## Biografia
Diplomou-se na Universidade de Coimbra, em Cirurgia, Filosofia e Matemática, ambiente onde tomou contato com as ideias iluministas que floresciam nos meios acadêmicos da época.
Adquiriu experiência com o trabalho escravo como lavrador de cana-de-açúcar na Vila de Abrantes (atual Camaçari). Juntamente com o professor Francisco Muniz Barreto, e outros, foi membro de uma das primeiras lojas maçônicas brasileiras, a "Loja Cavaleiros da Luz", fundada em Salvador em 1797.[carece de fontes?] No ano seguinte, participou da Conjuração Baiana (1798), sendo detido quando da repressão que se seguiu. Há quem afirme que foi ele o redator do Manifesto ao Povo Bahiense, que conclamava a população à revolução.
Esteve envolvido, posteriormente, na Revolução Pernambucana (1817).
Foi deputado pela Província da Bahia às Cortes de Lisboa, em 1821, identificando-se com a ala mais radical, personificando um nativismo exaltado, o que enfureceu os deputados portugueses. Diante da pressão sofrida retornou ao Brasil, defendendo publicamente a separação de Portugal. Vindo da Corte, e impedido de atingir Salvador, dominada pelas tropas portuguesas de Inácio Luís Madeira de Melo, estabeleceu-se no Recife, onde estreou, na imprensa, nas páginas da Gazeta de Pernambuco. Nesse jornal, começou a denunciar desde as pretensões absolutistas de D. Pedro, à ameaça de recolonização do Brasil e o perigo que pairava sobre a Assembleia Nacional Constituinte. Pouco depois fundou o próprio veículo de comunicação, o jornal Sentinela da Liberdade na Guarita de Pernambuco, cujo primeiro exemplar sai à luz em 9 de abril de 1823. Eleito deputado pela Bahia, negou-se a participar da Assembleia Constituinte, percebendo-a "cercada de mais de sete mil baionetas, tropas formadas de grande número de nossos inimigos portugueses", não podendo "discutir uma constituição liberal, e sustentar os sagrados direitos dos meus constituintes entre os estrondos de artilharia, e com espadas na garganta". Essas afirmações datam de 7 de novembro de 1823, alguns dias antes do fechamento e dissolução da Assembleia pelas tropas a mando do Imperador. Materializado este fato, Cipriano Barata deu voz ao sentimento da Província referindo a:
"(…)desconfiança não pequena em que se acham todos os habitantes desta província pelo extraordinário acontecimento que teve lugar nesta Corte, no dia 12 de novembro do referido ano; receando, com grande inquietação, o restabelecimento do antigo e sempre detestável despotismo, a que estão dispostos a resistir corajosamente."
As críticas valeram-lhe a detenção (assim como a João Mendes Viana, redator do Escudo da Liberdade do Brasil), por ordem do Imperador, acusado de inimigo do governo do Rio de Janeiro, logo a 17 do mesmo mês, feito que valeu a seu autor, Francisco Pais Barreto, o título de barão do Recife. Por essa razão viu-se impossibilitado de participar diretamente da Confederação do Equador (1824). Mesmo assim, do calabouço, continuou a editar o seu jornal, agora denominado como Sentinela da Liberdade na Guarita de Pernambuco Atacada e Presa na Fortaleza do Brum por Ordem da Força Armada e Reunida. Essa ousadia foi punida com a sua transferência para a Fortaleza de Santa Cruz da Barra no Rio de Janeiro. Continuando a editar, acabaria passando por diversas fortalezas, o que, a cada vez, causava a mudança do título da publicação. Finalmente libertado em 1830, regressou para a Bahia, onde publicou A Sentinela da Liberdade na Guarita do Quartel-General de Pirajá. À frente da publicação, continuando a divulgar as suas ideias, veio a ser preso ainda por diversas vezes.
Em 1836 abandonou o jornalismo e a política, fixando-se em Natal, no Rio Grande do Norte, como professor de língua francesa, onde veio a falecer, dois anos mais tarde, aos setenta e cinco anos de idade.

## Atuação jornalística
O fim da censura, em 1821, não impediu que a Corte tentasse manter a Colônia sob seu domínio, utilizando a imprensa. Para cada jornal que nascia na oposição, surgiam muitos outros combatendo a Independência. Cipriano Barata estava entre os muitos jornalistas punidos por irreverência ou injúria ao governo colonial. A primeira vez que manteve contato com a imprensa foi com a distribuição de panfletos durante essa revolução, agitando a burguesia contra a monarquia. Ativista da Conjuração Baiana e da República, em Pernambuco, em 1817, depois deputado constituinte, em 1823, Barata estreava, em 9 de abril desse ano, com o jornal Sentinela da Liberdade na Guarita de Pernambuco. Defendia a Independência com mudanças radicais e era contra a escravatura.
O jornal saía às quartas-feiras, com linguagem vigorosa e crítica, mostrando as falhas do poder. Preso em várias oportunidades por desafiar e denunciar as mazelas do regime, na medida em que mudava de prisão Barata publicava um novo jornal. Assim, criava o jornalismo do cárcere. O "Sentinela da Liberdade", que por tantas vezes teve suas edições interrompidas, recebeu vários complementos em seu nome, de acordo com o lugar em que Barata esteve preso: "Sentinela da Liberdade na Guarita de Pernambuco", "Sentinela da Liberdade na Guarda do Quartel General", "Sentinela da Liberdade na Guarita de Villegaignon".
O "Sentinela da Liberdade" inspirou a criação de dezenas de outros jornais com esse nome pelo país. Barata foi um dos pioneiros da liberdade de imprensa e, em 1823, escreveu: "Toda e qualquer sociedade onde houver imprensa livre está em liberdade; que esse povo vive feliz e deve ter alegria, segurança e fortuna; se, pelo fato contrário, aquela sociedade ou povo que tiver imprensa cortada pela censura prévia, presa e sem liberdade, seja debaixo de que pretexto for, é povo escravo que pouco a pouco há de ser desgraçado até se reduzir ao mais brutal cativeiro".
Em 1825, depois de ser preso na Fortaleza do Brum, em Recife, por participar da Confederação do Equador (rebelião que reuniu vários estados do Nordeste contra D. Pedro I), Barata publicou um jornal com o título Sentinela da Liberdade na Guarita de Pernambuco, atacada e presa na Fortaleza do Brum, por ordem da Força Armada Reunida. Em 1835, Barata escrevia o seu último Sentinela da Liberdade, aos 73 anos. O jornal durou 13 anos, mas outros apareceram em todo o país, mesmo depois de sua morte, em 1 de julho de 1838.

## Pensamento
O historiador Amaro Quintas definiu o jovem Cipriano Barata como "irrequieto e combativo". Constava que, por repudiar a influência de qualquer outra Metrópole, usava roupas confeccionadas unicamente com tecidos do Brasil: "(...) transitava naquela Lisboa cheia de influências francesas e inglesas com roupas de algodão tecido no Brasil, sapatos de bezerro sem tinta, chapéu de palha e um tosco bengalão". Para assegurar condições mais humanas aos presos políticos, fundou comitês de solidariedade, destinados a auxiliar no sustento material dos encarcerados.
Encontrava em seu colega pernambucano, Frei Caneca, com quem, anos antes, travara conversas quando estiveram confinados em prisão na Bahia (após repressão à Revolução em Pernambuco em 1817), ideias semelhantes, fruto da erudição de ambos, e admiração mútua, de tal maneira que, compartilhavam, juntos, o repúdio à escravidão, algo que se testemunha, de maneira implícita, na correspondência publicada no "Sentinela da Liberdade na Guarita de Pernambuco" de número 29, publicado no dia 12 de julho de 1823.